# Nastassja Kinski
Nastassja Kinski (sinh 24 tháng 1 năm 1961) là một nữ diễn viên, quốc tịch Mỹ sinh ra ở Đức đã xuất hiện trong hơn 60 bộ phim. Cô nổi bật qua các phim Tess năm 1979 đề cử 3 giải Oscar và cô giành giải César nữ diễn viên xuất sắc nhất,Paris, Texas năm 1984 giành 3 giải tại Liên hoan phim Cannes, trong đó có Cành cọ vàng; phim Faraway, So Close! năm 1993 giành Giải thưởng lớn của ban giám khảo và đề cử Cành cọ vàng Liên hoan phim Cannes và giành Giải phim Đức cho phim hay nhất,...

## Các phim đã đóng
- The Wrong Move (1975)
- To the Devil a Daughter (1976)
- Tatort: Reifezeugnis (1977)
- Boarding School (1978)
- Passion Flower Hotel (1978)
- Così come sei (also known as Stay As You Are, 1978)
- Tess (1979)
- One from the Heart (1982)
- Cat People (1982)
- Exposed (1983)
- Moon in the Gutter (1983)
- Maria’s Lovers (1984)
- Paris, Texas (1984)
- The Hotel New Hampshire (1984)
- Unfaithfully Yours (1984)
- Harem (1985)
- Revolution (1985)
- Torrents of Spring (1989)
- The Sun Also Shines at Night (1990)
- The Secret (1990)
- Faraway, So Close! (1993)
- Terminal Velocity (1994)
- Crackerjack (1994)
- The Ring (1996)
- Fathers' Day (1997)
- One Night Stand (1997)
- Bella Mafia (1997)
- Little Boy Blue (1997)
- Savior (1998)
- Playing by Heart (1998)
- Your Friends & Neighbors (1998)
- The Intruder (1999)
- The Claim (2000)
- The Magic of Marciano (2000)
- Time Share (2000)
- An American Rhapsody (2001)
- The Day the World Ended (2001)
- Town & Country (2001)
- Blind Terror (TV 2001)
- Say Nothing (2001)
- Diary Of A Sex Addict (2001)
- .com for Murder (2002)
- Paradise Found (2003)
- Les Liaisons dangereuses (TV miniseries 2003)
- À ton image (2004)
- Inland Empire (2006)